# 2013 у літературі

## Події
- 9-13 жовтня - Франкфуртський книжковий ярмарок
- 4-9 вересня - Московська міжнародна книжкова виставка-ярмарок[ru]
- 10-15 вересня - Форум видавців у Львові

### Нагороди
- Дублінська літературна премія: Кевін Беррі
- Нобелівська премія з літератури: Еліс Манро

### Ювілеї
- 28 січня — 200 років від публікації роману «Гордість і упередження» Джейн Остін.
- 3 квітня — 95 років від народження Олеся Гончара.
- 7 листопада — 100 років від народження Альбера Камю.

## Померли
- 22 лютого — Микола Сингаївський, український поет[1].
- 27 лютого — Імант Зієдоніс, латвійський поет і кіносценарист[2].
- 11 березня — Борис Васильєв, російський воєнний письменник[3].
- 6 червня — Том Шарп[en], англійський письменник-сатирик[4].
- 9 червня — Ієн Бенкс, шотландський письменник[5].
- 20 серпня — Елмор Леонард, американський письменник і сценарист[6].
- 2 вересня — Левон Ананян, вірменський журналіст і перекладач[7].
- 8 вересня — Сергій Плачинда, український прозаїк, публіцист і критик[8].
- 22 вересня — Альваро Мутіс, колумбійський поет і прозаїк[9].
- 1 жовтня — Том Кленсі, американський письменник, автор творів у жанрі політичного трилера та шпигунства[10].
- 25 листопада — Петер Курцек, німецький письменник[11]